# Tramway de Valence à Saint-Péray
Le tramway de Valence à Saint-Péray a fonctionné entre les villes de Valence (Drome) et Saint-Péray (Ardèche) entre 1927 et 1950.

## Histoire
La création d'un nouveau pont sur le Rhône à Valence en 1905, rend possible l'établissement d'un tramway électrique vers Saint-Péray. L'emploi de la voie métrique permet la jonction entre les réseaux des tramways de l'Ardèche et des chemins de fer de la Drôme construits à cet écartement.
Le tramway circule à partir d'août 1927, partageant son infrastructure avec les trains de la compagnie des tramways de l'Ardèche. Mais en 1928 ceux-ci abandonnent leur réseau. La ligne est alors utilisée uniquement par les tramways électriques de Valence à Saint-Péray.
En 1940, le pont de pierre est détruit par les armées en retraite. La liaison entre les deux rives est interrompue. Le tramway circule alors seulement sur la rive droite du Rhône entre les villes de Granges-les Valence et Saint-Péray. Cette situation nécessitera une relation par autobus entre la ville de Valence et le pont sur le Rhône.

## La ligne
Valence - Granges les Valence - Saint-Péray (6 km): ouverture le 20 aout 1927, fermeture le 13 juillet 1950.